# Leleyellus eulabes
Leleyellus eulabes là một loài ruồi trong họ Asilidae. Leleyellus eulabes được Loew miêu tả năm 1871.